# Serduszka okazałe

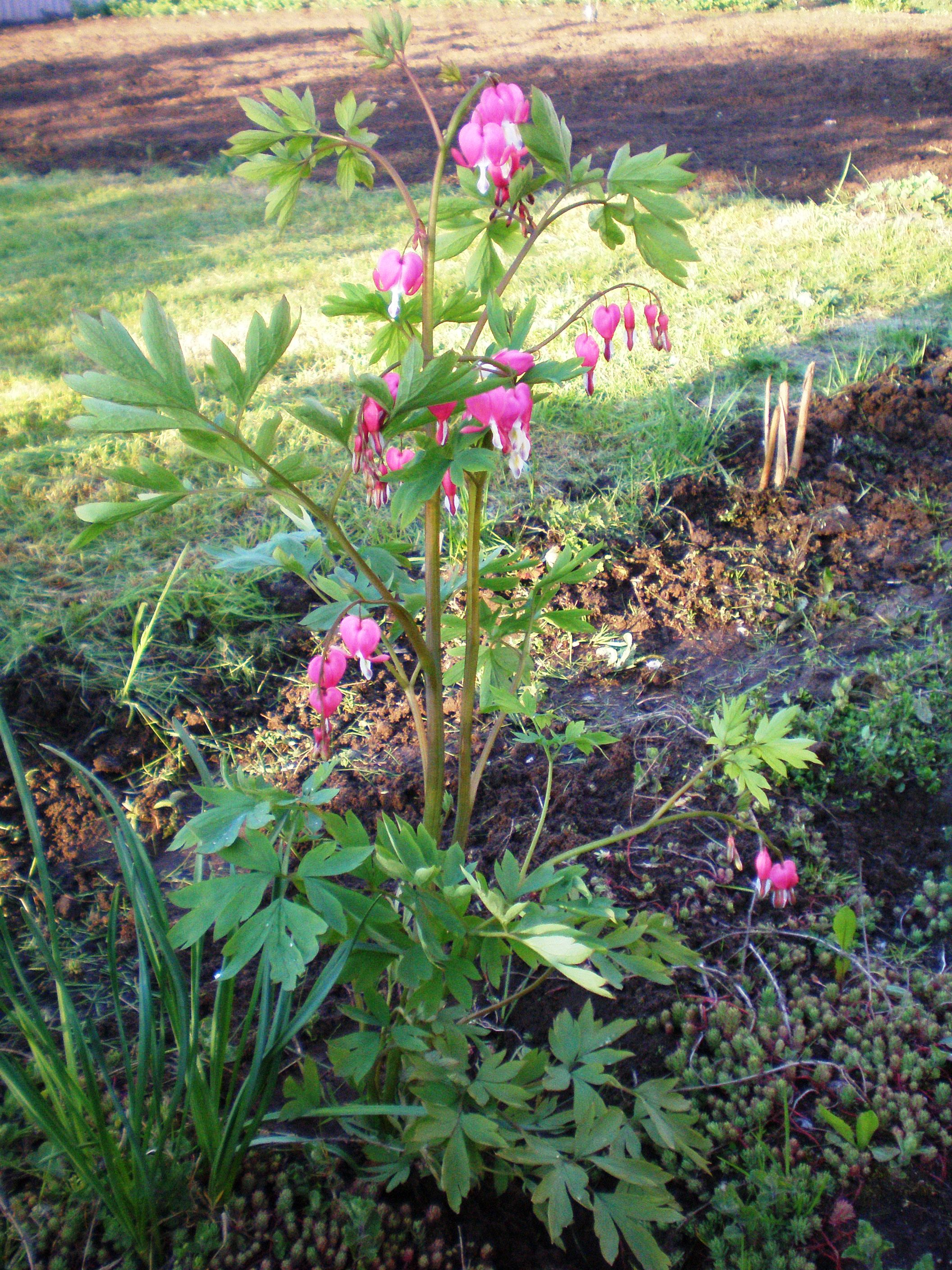
Pokrój

Serduszka okazałe, serduszka okazała, ładniczka okazała, biskupie serce, serce Jasia (Lamprocapnos spectabilis) – gatunek byliny z rodziny makowatych. Przez długi czas zaliczany był do rodzaju serduszka (Dicentra) i stąd wynika utrwalona nazwa polska. Od 1997 roku gatunek wyodrębniany jest w osobny, monotypowy rodzaj Lamprocapnos. W stanie naturalnym występuje w Chinach i Korei. Poza tym szeroko rozpowszechniony w uprawie, sadzony także w Polsce.

## Morfologia
PokrójRośliny mają wysokość 80–100 cm, są silnie rozgałęzione.
LiścieDługoogonkowe liście są potrójnie pierzasto-dzielne, złożone z drobnych szarozielonych listków. Po przekwitnięciu rośliny zanikają.
KwiatySą zebrane w jednostronne, zwisające grono lub w kłos. Kwiaty złożone z 2-działkowego, odpadającego kielicha, 4 płatków korony, 1 słupka i 2 trójdzielnych pręcików. Dwa zewnętrzne płatki są półsercowate, różowoczerwone do czerwonych, zaś dwa wewnętrzne małe i białe. Spomiędzy różowych rozdętych płatków wyrastają dwa białe, sprawiające wrażenie wypływającej z serca kropli.
KorzenieGrube, mięsiste, lecz kruche.

## Biologia
Bylina. Kwitnie od maja do czerwca. Roślina lekko trująca. Cała roślina (a szczególnie korzenie) zawiera trujące substancje. Objawami zatrucia mogą być mdłości, wymioty i biegunka, jak dotąd nie opisano jednak przypadków zatruć.

## Zmienność
W ostatnich latach XX wieku bardzo dużą popularnością cieszyła się odmiana 'Alba' o bardzo jasnych, prawie białych kwiatach. W 1997 roku w Anglii wyhodowano odmianę 'Gold Heart' o różowych kwiatach i pędach początkowo także przebarwionych na różowo, a następnie w ciągu lata barwiących się na żółtozielono.

## Zastosowanie
Roślina ozdobna. Serduszkę stosuje się do nasadzeń grupowych na trawnikach lub na rabatach. Można je także sadzić jako soliter na trawnikach. Są także cenionym kwiatem ciętym, także w uprawie przyspieszonej pod osłonami na kwitnienie od marca.

## Uprawa
- Historia. Do uprawy ogrodowej roślinę wprowadzono w XIX w. Dawniej często spotykane w ogrodach wiejskich[4].
- Wymagania. Nie jest bardzo wymagająca w stosunku do podłoża, choć najlepiej rośnie na glebach przepuszczalnych, próchniczno-gliniastych na stanowiskach półcienistych.
- Rozmnażanie. Rośliny rozmnaża się przez wysiew nasion jesienią lub zimą, ponieważ wymagają okresu chłodu do pełnego rozwoju. Można także rozmnażać z sadzonek korzeniowych sporządzanych od grudnia do maja. Najmniej wydajną metodą jest podział roślin przeprowadzany wczesną wiosną.